# Olesicampe forticostata
Olesicampe forticostata är en stekelart som först beskrevs av Otto Schmiedeknecht 1909.  Olesicampe forticostata ingår i släktet Olesicampe och familjen brokparasitsteklar. Inga underarter finns listade i Catalogue of Life.